# Moussonvilliers
Moussonvilliers is een plaats en voormalige gemeente in het Franse departement Orne in de regio Normandië en telt 209 inwoners (1999). De plaats maakt deel uit van het arrondissement Mortagne-au-Perche.

## Geschiedenis
Op 1 januari 2018 fuseerde de gemeente met Normandel en Saint-Maurice-lès-Charencey tot de commune nouvelle Charencey.

## Geografie
De oppervlakte van Moussonvilliers bedraagt 21,0 km², de bevolkingsdichtheid is 10,0 inwoners per km².
De onderstaande kaart toont de ligging van Moussonvilliers met de belangrijkste infrastructuur en aangrenzende gemeenten.

## Demografie
Onderstaande figuur toont het verloop van het inwonertal (bron: INSEE-tellingen).